# Спальник

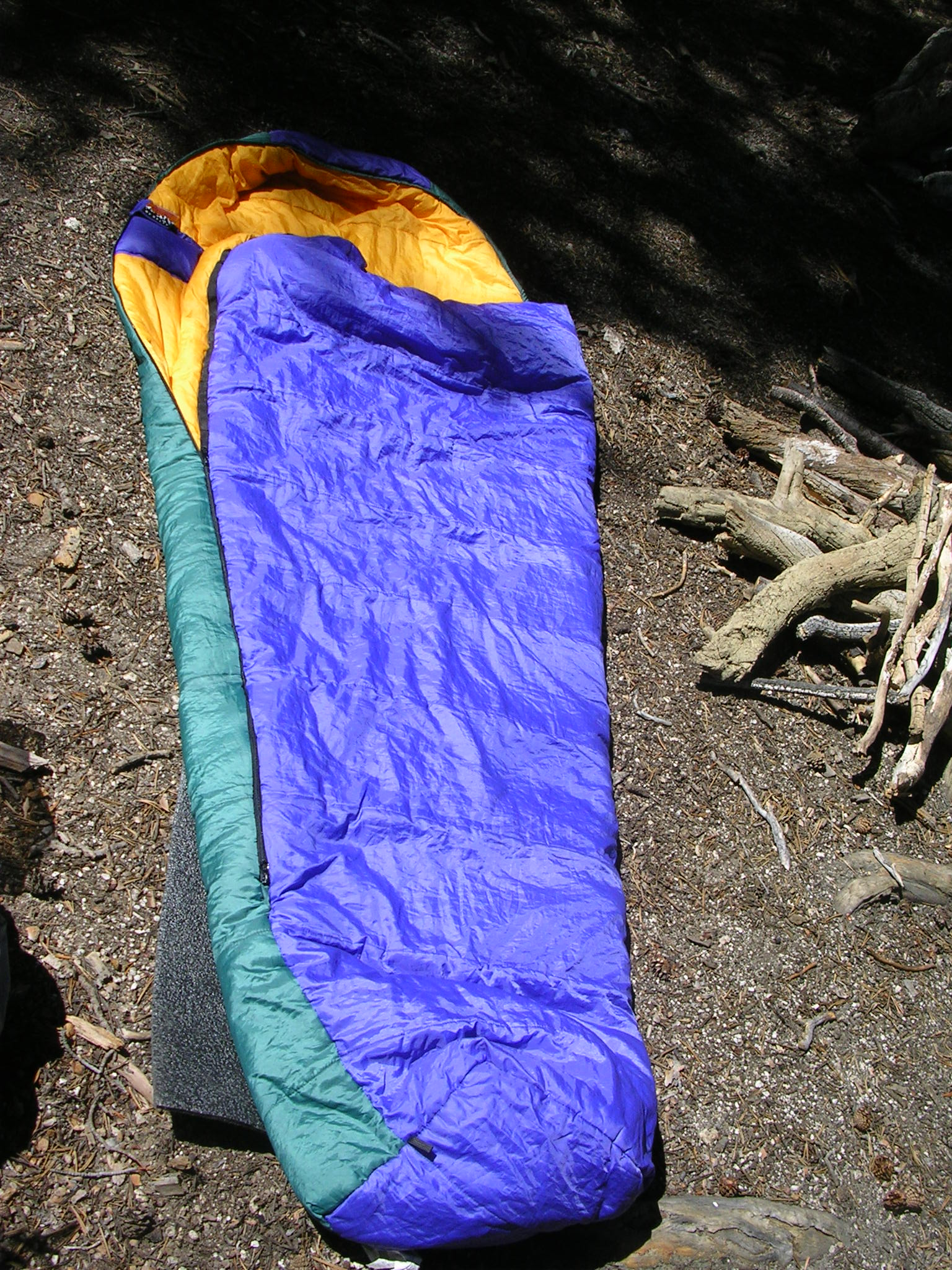
Синтетичний спальний мішок в формі кокона

Спальник, спальний мішок — предмет похідного побуту, призначений для відпочинку і сну, має форму кокона і використовується туристами, альпіністами, спелеологами, рідше водіями-далекобійниками і військовими підрозділами в похідних умовах. Форма спального мішка забезпечує кращу ізоляцію від холоду ніж звичайне покривало а також додаткову амортизацію.
Для кращої теплоізоляції і амортизації зазвичай укладається на каримат.

## Види спальників

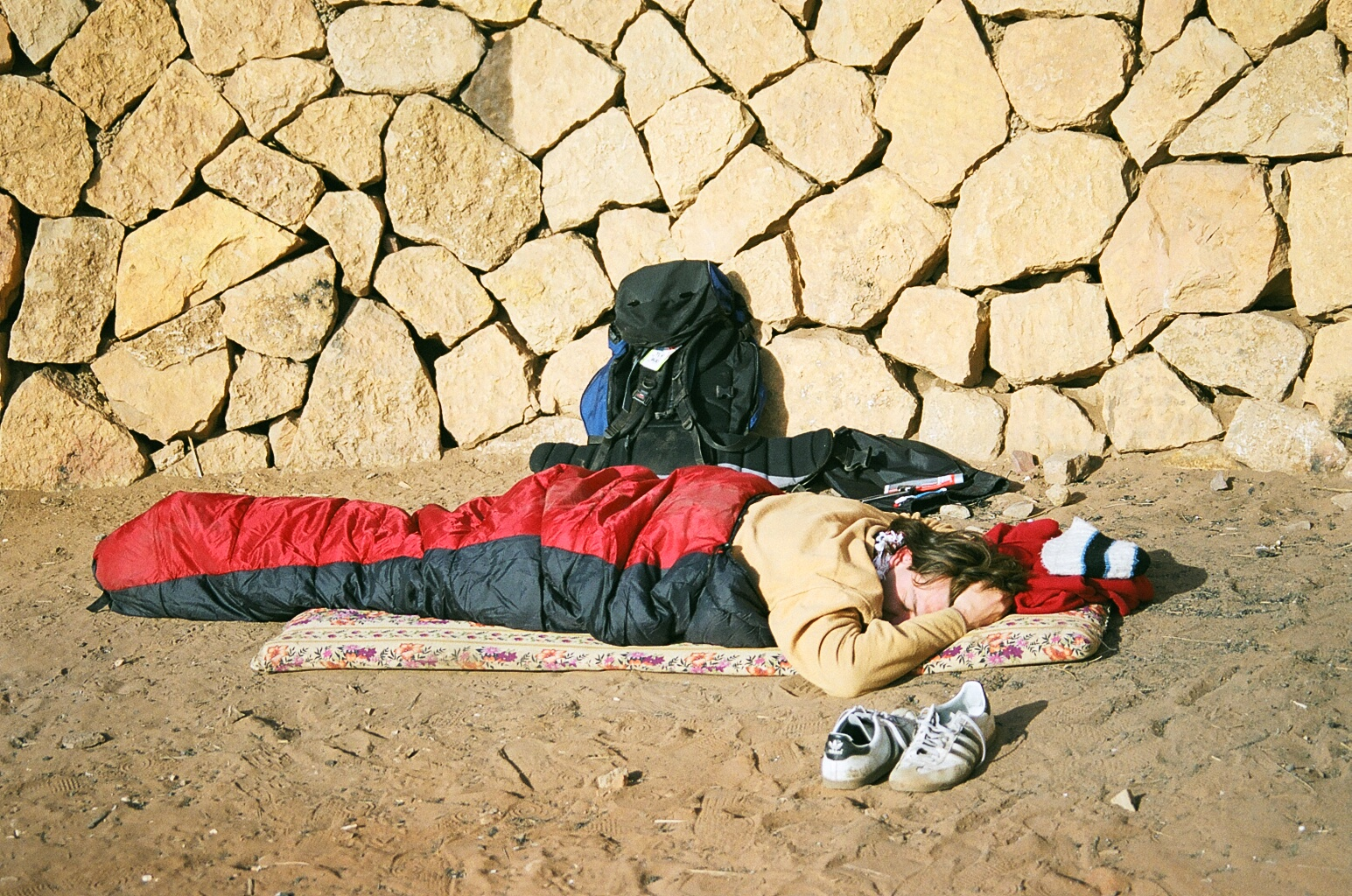
Людина в спальнику

Найпоширеніші види крою спальних мішків — «ковдра» і «кокон».
- Спальний мішок-ковдра має прямокутну форму і застібається за допомогою блискавки. Такий спальний мішок придатний для відпочинку в похідних умовах, не пов'язаних з великими переходами і при стабільній погоді. Спальний мішок цього типу можна розстебнути і використовувати як звичайну ковдру;
- Спальний мішок-кокон має форму трапеції і звужується в нижній частині, а також має каптур, що облягає голову. Блискавка зазвичай не розстібається до нижньої частини спального мішка. Спальний мішок — кокон краще пристосований для складних походів, оскільки займає менше місця і краще утримує тепло, але складніший у виготовленні.

## Матеріал спальників
Спальні мішки відрізняються різноманітністю утеплюючого матеріалу. Основні утеплювачі спальних мішків — пух і синтетичні матеріали.
- Пуховий спальний мішок краще всього зберігає тепло, проте він добре вбирає вологу, погано сушиться і в мокрому стані починає псуватися, але має меншу вагу в порівнянні з синтетичним. Добре підходить для високогірних сходжень, арктичних експедицій і зимових походів;
- Синтетичний спальний мішок гірше вбирає вологу, легше сушиться і швидше відновлює форму, займає менше місця в укладеному стані. Теплозахисні властивості різних синтетичних матеріалів відрізняються, сучасні синтетичні спальні мішки можуть зберігати тепло майже так само як і пухові.

## Наповнювачі для зимових спальників
Зимові спальники розраховані на використання при температурах до −30 ° С. Вони можуть бути пухові або з синтетичним наповнювачем. Вага такого типу спальників коливається в приблизних межах від 0.5 кг і більше.
Натуральний наповнювач — пух. Плюси та мінуси. Загальні особливості
Найголовніше, що потрібно знати та визначити для себе при виборі зимового спальника — наповнювач. Функцією наповнювача є створювати повітряний прошарок, який буде гріти і не давати цьому прошарку циркулювати і відводити тепло. Конструкція спальника власне і передбачає, що між шарами тканини знаходиться суміш повітря і наповнювача. В залежності від кількостей цих двох компонентів у «начинці» спальника варіюються показники ваги та температурного режиму. Простіше кажучи — наскільки вам буде легко нести спальник та наскільки Вам буде тепло в ньому холодної зимової ночі. Наповнювачі діляться на дві категорії — штучні та природні.
Сьогодні виробники використовують для спальників синтетичні наповнювачі — вони легкі, легко стискаються та відновлюють свою форму, швидко сохнуть, а також один з найкращих природних утеплювачів — гусячий та качачий пух.
Перед тим, як стати наповнювачем для спальника пух проходить багатоступеневе очищення, відділення від пера, обробку спеціальними засобами для підвищення гігроскопічності, еластичності, надання антибактеріальних властивостей тощо.
Основними характеристиками пуху є «Співвідношення пух/перо» та «FP (fill power)».
Так, перо також потрапляє у спальник, та не просто так, воно допомагає пуху не скочуватися, не злежуватися та надавати наповнювачу об'ємності та пухкості. Проте завжди повинно бути дотримано правильне співвідношення цих компонентів для того, аби наповнювач справді був належної якості. Це співвідношення становить 80/20 або 90/10 (пух/перо), чим вище співвідношення, тим спальник тепліший при тій самій вазі.
Основним параметром оцінки пуху є fill power (потужність заповнення), що відображає властивості пружності та еластичносту пуху, тобто його здатність повернутися до першопочаткового стану після стискання. До прикладу FP 800 означає, що унція пуху здатна заповнити простір об'ємом в 800 кубічних дюймів. В спальниках всіх провідних фірм використовується пух з показником fill power не нижче 550, найкращим вважається показник 800.
Пухові наповнювачі звісно ж мають і недоліки, основним з яких є те що пух дуже сильно «боїться» вологи. В похідних умовах висушити пуховий спальник буде дуже і дуже не просто.
Вже зрозуміло, що пух — це добре, але от качачий чи гусячий?? Гусячий пух при правильному догляді служить в 2-3 рази довше качачого, проте ціна, відповідно, теж вища.
Синтетичні наповнювачі
Серед цього типу наповнювачів найбільш відомі синтепон, холофайбер (Hollowfiber), термофайбер, Thinsulate 3M, Polar, Polarguard 3D (HV), Quallofil, Thermo-6 (3, 6, 8), Hollofil, Warm-loft, Thermolite (Extra, Extrem, …) та інші.
Всі ці наповнювачі можна умовно розділити на групи:
- Перша група — найбільш дорогі та високоякісні наповнювачі. Представники — Thinsulate, Polarguard, Powerfill Supreme, Microloft, Termolite Extreme тощо. При загальній вазі спальника 2 кг (+ / — 0,2 кг) екстремальний режим до −30 −35 ° С. За своїми властивостями вони ближчі до пуху ніж усі інші, практично не намокають, мають маленький об'єм у спакованому вигляді. Використовуються широким спектром відомих фірм. Враховуючи усе вищеперераховане — дорогі.
- Друга група — якісні наповнювачі середнього цінового діапазону. Представники — Holofill, QualoFill, Thermoloft, Warmloft, Powerfill Soft тощо. При загальній вазі спальника 2 кг (+ / — 0,2 кг) екстремальний режим до −20 −25 ° С. За основними властивостями інколи не поступаються першій групі, але найчастіше вони є більш жорсткими, тобто мають більший об'єм в спакованому стані, менший термін служби. Такі наповнювачі часто розробляються та випусткаються безпосередньо фірмою-виробником спальників, це дозволяє зменшити ціну виробу в порівнні з використанням наповнювачів інших відомих виробників. Цей фактор впливає на те, що часто кожна фірма-виробник має свій наповнювач із своєю назвою проте доволі схожими між собою характеристиками.
- Третя група — синтепони і холофайбери. Температурний режим — 0 −10 ° С. Термін служби залежить від походження, тож варіюється від першого прання до року активного використання. Характеристики такого виду наповнювача, включно з ціною — низькі або ж важкопрогнозовані.

Характеристика наповнювачів
- Синтепон — має малу вагу і непогано утримує тепло, але дуже погано переносить прання, навіть найякісніший синтепон повністю втрачає свої теплоізоляційні властивості після кількаразового прання. Обираючи спальник з таким наповнювачем варто пам'ятати, що деякі виробники, прагнучи заощадити, використовують найдешевшу сировину. А це означає, що його волокна є недостатньо пружними та відповідно матеріал стає плоским, легко ламається та перестає гріти. Загалом найбільшою перевагою навіть найякіснішого синтепону є його низька вартість, оскільки як наповнювач — цей матеріал морально застарів.
- Hollowfiber — більш адаптований та актуальний в усіх відношеннях різновид синтепону. Цей матеріал складається з порожнистих волокон, скручених у формі пружин. Структура Hollowfiber є ідентичною до синтепону, за винятком того, що волокна синтепону не порожнисті. Матеріал має маркування Hollowfiber-200, Hollowfiber-220 , яке означає щільність утеплювача. Утеплювач коефіцієнтом щільності 220 буде теплішим ніж з 200. Hollowfiber має доволі довгий період експлуатації, не вбирає вологу та запахи, не схильний до спалахування.
- Polarguard 3D — довговічний, міцний та теплий. До останнього часу вважався одним із найкращих видів утеплювача. Форма отвору волокон трикутна, в зв'язку з цим вони мають дуже скручену структуру та, як наслідок, швидко відновлюють свою початкову форму після стискання. Основним недоліком цього виду наповнювачів є великий об'єм.
- Thinsulate — запатентований компанією 3М. Теплоізоляційні властивості цього наповнювача забезпечуються комбінацією найтонших поліефірних та поліолефінових волокон, що наближує структуру наповнювача до натурального пуху.
- Thermolite — розроблений компанією DuPont. Складається із трьох різних видів волокон, кожне з яких відповідає за властивості міцності, пружності та збереження тепла.
- Primaloft виготовлений фірмою Albany International, має багато ідентичних характеристик, що й матеріали-наповнювачі цього ж класу. Проте його особливістю вважається те, що він менше вбирає вологу та краще зберігає свої властивості при намоканні, за рахунок того, що його волокна обробляються спеціальним водовідштовхуючим просоченням.